# 鄭惟僑
鄭惟僑（1520年—？），字子愛，號湘源，湖廣荊州府石首縣人，軍籍，明朝政治人物。

## 生平
嘉靖二十二年癸卯科（1543年）湖廣鄉試第八十七名舉人。嘉靖三十五年丙辰科（1556年）会试二百九十四名，未廷试，三十八年（1559年）中式己未科第三甲第一百八十七名進士。通政司观政，授江西分宜县知县，四十四年復除直隶上海县，四十五年升南京大理寺评事。

## 家族
曾祖鄭懋；祖父鄭文昕，縣丞；父鄭璧，母管氏。弟惟和、惟中、惟寅（生员）、惟吉。